# PopMart Tour
Tournées par U2
Zoo TV Tour
(1992-1993) Elevation Tour
(2001)
Le PopMart Tour est le nom de la tournée mondiale du groupe de rock U2 qui s'est déroulée du 25 avril 1997 à Las Vegas aux États-Unis au 21 mars 1998 à Johannesbourg en Afrique du Sud. C'est le show de l'album Pop, de tendance électro, sorti le 3 mars 1997. U2 donne 93 concerts devant près de 4 millions de personnes sur les six continents, une première dans son histoire. C'est la société de consommation que raille U2 dans cette tournée. Malgré des débuts difficiles, faute de temps pour bien répéter les chansons, le PopMart Tour reste l'entreprise la plus éblouissante au plan visuel de la carrière de U2 : brillante, enlevée et très kitsch, symbolisée par l'énorme citron boule à facettes.

## La tournée
Alors que l'album Pop n'est pas encore terminé, U2 annonce sa tournée par une conférence de presse à New York le 12 février 1997, dans un supermarché de la chaîne Kmart. Ils interprètent à cette occasion Holy Joe, une face B du premier single Discothèque. Pop sort finalement à la hâte le 3 mars suivant et le premier concert à Las Vegas est déjà prévu pour le 25 avril. Le groupe a donc peu de temps pour bien répéter ses nouveaux morceaux pour les futurs live. C'est la seule et unique fois de sa carrière que U2 commet l'erreur d'annoncer les dates de sa tournée avant la sortie de son album.
Le gigantisme scénique de la tournée précédente Zoo TV est maintenu, mais le décor est plus minimaliste. La scène du PopMart Tour, considérée à l'époque comme la plus imposante du monde, est psychédélique. Elle est constituée d'un écran géant et à l'arrière d'une grande arche jaune ressemblant au logo de McDonald's et des piques à apéritifs géantes censées tourner en dérision le sérieux du rock tout en se moquant du côté superficiel de la pop. Certains ont pensé que la tournée avait été sponsorisée par McDo. Par ailleurs, un citron géant - clin d'œil à la chanson Lemon du disque Zooropa - permet au groupe d'avancer de la grande scène à une autre plus modeste au centre du stade. Un escalier leur permet de descendre vers leur public et chanter immédiatement Discothèque. Enfin, l'ensemble du décor représente un chariot de supermarché géant.

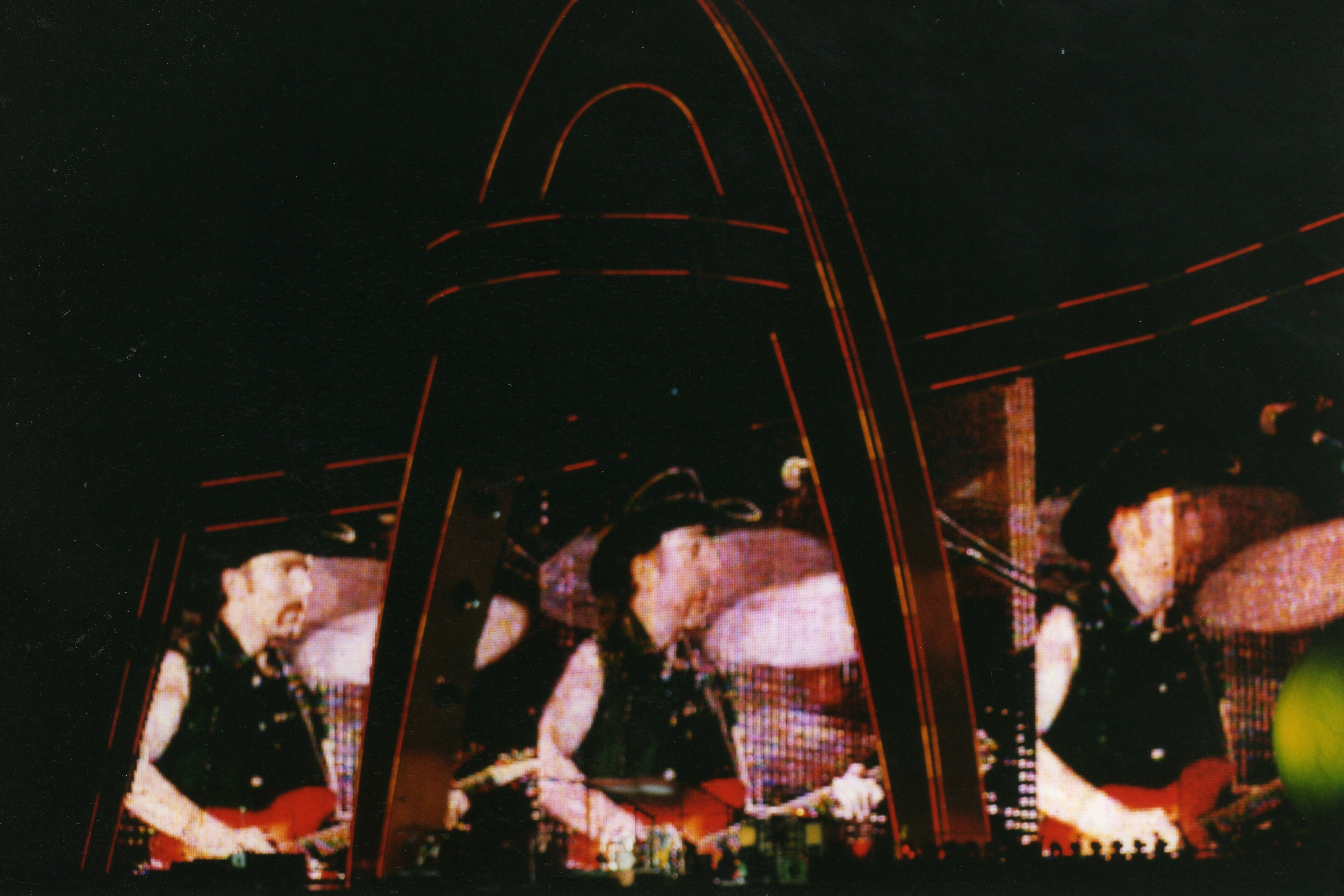
The Edge en concert à Belfast en août 1997, durant le PopMart Tour.

 C'est en fendant la foule comme le font des boxeurs, au son de Pop Muzik, un remix du groupe M de Robin Scott, que les Irlandais apparaissent dans les 93 concerts exclusivement en plein air. Puis, arrivé sur la scène, U2 enchaîne immédiatement par l'électro-rock Mofo, troisième piste de l'album. Sur les premiers concerts, le groupe eut du mal à convaincre avec de nouvelles compositions peu travaillées (le titre Do You Feel Loved fut même retiré dès le septième concert à Dallas tellement il passait mal en live) et de nombreuses références au Pop art (Andy Warhol, Roy Lichtenstein, Keith Haring). De ce fait, en dépit de prestigieuses premières parties (Oasis, Rage Against the Machine), U2 eut du mal à remplir les stades, comme à Cologne où, d'après The Edge, sur les 60 000 personnes attendues, il n'y en avait que 29 000. Un véritable conseil de "guerre" fut même organisé après le concert du Parc des Princes le 6 septembre 1997, tant celui-ci avait été "raté" selon le groupe. Toutefois, le groupe retrouva ses marques par la suite, avec des concerts géants comme devant 150 000 personnes à l'aéroport de Reggio Emilia le 20 septembre 1997.
En parallèle, U2 retourna en studio et retravailla certains titres comme Staring at the Sun, qui fut désormais interprétée à la guitare sèche sur scène. La suite de la tournée vit U2 retrouver en masse son public. Quatre concerts furent particulièrement réussis : celui de Sarajevo en hommage à cette ville martyre de la guerre dans l'ex-Yougoslavie en septembre 1997, le concert de Mexico en décembre de la même année (et ce, malgré les incidents provoqués à la fin du concert par les deux fils du président Zedillo) qui fut filmé et vendu par la suite sous format VHS et DVD. Enfin, outre celui de Rio de Janeiro, citons celui de Santiago au Chili en février 1998 où Bono interpréta Mothers of the Disappeared en présence des femmes de disparues de la dictature de Pinochet. Le passage en Amérique Centrale et du Sud fut de toute évidence le meilleur souvenir de cette tournée. Bono allant jusqu'à dire : « si Tokyo fut l'épicentre de la tournée ZooTV, Rio a été celui de Pop avec des publics incroyables ». Ajoutons enfin que lors des concerts du groupe au Brésil, U2 distribua 50 000 préservatifs car le sida est là-bas un véritable fléau.
Mal commencée, la tournée PopMart se termina en beauté au printemps 1998. Elle a réalisé plus de 3,3 millions d'entrées dans le monde et représente la tournée la plus importante de 1997. Un dernier petit concert avec le groupe nord irlandais Ash le 18 mai 1998 en Irlande, en liaison avec le processus de paix dans ce pays, mit fin aux tournées révolutionnaires et marathons de U2 depuis le Zoo TV Tour en 1992. Le prochain spectacle, l'Elevation Tour en 2001, sera en comparaison moins grandiloquent.
Bono racontera au début des années 2000 sur la tournée PopMart : « Je ne me souviens pas vraiment comment nous avons eu l'idée d'emmener un supermarché sur la route. Mais je me souviens qu'à l'époque, çà nous a paru être une bonne idée ».

## Dates et lieux des concerts
| Amérique du Nord  |                     |                    |                              |
| 25 avril 1997     | Las Vegas           | États-Unis         | Sam Boyd Stadium             |
| 28 avril 1997     | San Diego           | États-Unis         | Jack Murphy Stadium          |
| 1er mai 1997      | Denver              | États-Unis         | Mile High Stadium            |
| 3 mai 1997        | Salt Lake City      | États-Unis         | Rice Stadium                 |
| 6 mai 1997        | Eugene              | États-Unis         | Autzen Stadium               |
| 9 mai 1997        | Tempe               | États-Unis         | Sun Devil Stadium            |
| 12 mai 1997       | Dallas              | États-Unis         | Cotton Bowl                  |
| 14 mai 1997       | Memphis             | États-Unis         | Liberty Bowl                 |
| 16 mai 1997       | Clemson             | États-Unis         | Memorial Stadium             |
| 19 mai 1997       | Kansas City         | États-Unis         | Arrowhead Stadium            |
| 22 mai 1997       | Pittsburgh          | États-Unis         | Three Rivers Stadium         |
| 24 mai 1997       | Columbus            | États-Unis         | Ohio Stadium                 |
| 26 mai 1997       | Washington          | États-Unis         | Robert F. Kennedy Stadium    |
| 31 mai 1997       | East Rutherford     | États-Unis         | Giants Stadium               |
| 1er juin 1997     | East Rutherford     | États-Unis         | Giants Stadium               |
| 3 juin 1997       | East Rutherford     | États-Unis         | Giants Stadium               |
| 7 juin 1997       | Randall's Island    | États-Unis         | Tibet Freedom Festival       |
| 8 juin 1997       | Philadelphie        | États-Unis         | Franklin Field               |
| 12 juin 1997      | Winnipeg            | Canada             | Stade de Winnipeg            |
| 14 juin 1997      | Edmonton            | Canada             | Stade du Commonwealth        |
| 15 juin 1997      | Edmonton            | Canada             | Stade du Commonwealth        |
| 18 juin 1997      | Oakland             | États-Unis         | Alameda County Stadium       |
| 19 juin 1997      | Oakland             | États-Unis         | Alameda County Stadium       |
| 21 juin 1997      | Los Angeles         | États-Unis         | Los Angeles Coliseum         |
| 25 juin 1997      | Madison             | États-Unis         | Camp Randall Stadium         |
| 27 juin 1997      | Chicago             | États-Unis         | Soldier Field                |
| 28 juin 1997      | Chicago             | États-Unis         | Soldier Field                |
| 29 juin 1997      | Chicago             | États-Unis         | Soldier Field                |
| 1er juillet 1997  | Foxboro             | États-Unis         | Foxboro Stadium              |
| 2 juillet 1997    | Foxboro             | États-Unis         | Foxboro Stadium              |
| Europe            |                     |                    |                              |
| Date              | Ville               | Pays               | Lieu                         |
| 18 juillet 1997   | Rotterdam           | Pays-Bas           | Feyenoord Stadion            |
| 19 juillet 1997   | Rotterdam           | Pays-Bas           | Feyenoord Stadion            |
| 25 juillet 1997   | Werchter            | Belgique           | Festival Grounds             |
| 27 juillet 1997   | Cologne             | Allemagne          | Butzweiler Hof               |
| 29 juillet 1997   | Leipzig             | Allemagne          | Festwiese                    |
| 31 juillet 1997   | Mannheim            | Allemagne          | Maimarktgelaende             |
| 2 août 1997       | Göteborg            | Suède              | Ullevi                       |
| 4 août 1997       | Copenhague          | Danemark           | Parken                       |
| 6 août 1997       | Oslo                | Norvège            | Valle Hovin Stadion          |
| 9 août 1997       | Helsinki            | Finlande           | Stade olympique              |
| 12 août 1997      | Varsovie            | Pologne            | Horse Track                  |
| 14 août 1997      | Prague              | République tchèque | Strahov Stadium              |
| 16 août 1997      | Vienne              | Autriche           | Airfield                     |
| 18 août 1997      | Nuremberg           | Allemagne          | Zeppelinfeld                 |
| 20 août 1997      | Hanovre             | Allemagne          | Expo                         |
| 22 août 1997      | Londres             | Royaume-Uni        | Wembley Stadium              |
| 23 août 1997      | Londres             | Royaume-Uni        | Wembley Stadium              |
| 26 août 1997      | Belfast             | Royaume-Uni        | Botanic Gardens              |
| 28 août 1997      | Leeds               | Royaume-Uni        | Roundhay Park                |
| 30 août 1997      | Dublin              | Irlande            | Lansdowne Road               |
| 31 août 1997      | Dublin              | Irlande            | Lansdowne Road               |
| 2 septembre 1997  | Édimbourg           | Royaume-Uni        | Murrayfield Stadium          |
| 6 septembre 1997  | Paris               | France             | Parc des Princes             |
| 9 septembre 1997  | Madrid              | Espagne            | Stade Vicente Calderón       |
| 11 septembre 1997 | Lisbonne            | Portugal           | Estádio José Alvalade XXI    |
| 13 septembre 1997 | Barcelone           | Espagne            | Stade olympique de Montjuic  |
| 15 septembre 1997 | Montpellier         | France             | Espace Grammont              |
| 18 septembre 1997 | Rome                | Italie             | Aerporte Del Urbe            |
| 20 septembre 1997 | Reggio Emilia       | Italie             | Festival Site                |
| 23 septembre 1997 | Sarajevo            | Bosnie-Herzégovine | Kosevo stadium               |
| 26 septembre 1997 | Thessalonique       | Grèce              | Harbour Yard                 |
| 30 septembre 1997 | Tel Aviv            | Israël             | Ramat Gan Stadium            |
| Amérique du Nord  |                     |                    |                              |
| Date              | Ville               | Pays               | Lieu                         |
| 26 octobre 1997   | Toronto             | Canada             | Skydome                      |
| 27 octobre 1997   | Toronto             | Canada             | Skydome                      |
| 29 octobre 1997   | Minneapolis         | États-Unis         | Hubert H. Humphrey Metrodome |
| 31 octobre 1997   | Pontiac             | États-Unis         | Pontiac Silverdome           |
| 2 novembre 1997   | Montréal            | Canada             | Stade olympique              |
| 8 novembre 1997   | Saint-Louis         | États-Unis         | Trans World Dome             |
| 10 novembre 1997  | Tampa               | États-Unis         | Houlihan's Stadium           |
| 12 novembre 1997  | Jacksonville        | États-Unis         | Municipal Stadium            |
| 14 novembre 1997  | Miami               | États-Unis         | Pro Player Stadium           |
| 21 novembre 1997  | La Nouvelle-Orléans | États-Unis         | Louisiana Superdome          |
| 26 novembre 1997  | Atlanta             | États-Unis         | Georgia Dome                 |
| 28 novembre 1997  | Houston             | États-Unis         | Houston Astrodome            |
| 2 décembre 1997   | Mexico              | Mexique            | Autodromo Hermanos Rodriguez |
| 3 décembre 1997   | Mexico              | Mexique            | Autodromo Hermanos Rodriguez |
| 9 décembre 1997   | Vancouver           | Canada             | BC Place Stadium             |
| 12 décembre 1997  | Seattle             | États-Unis         | Kingdome                     |
| Reste du monde    |                     |                    |                              |
| Date              | Ville               | Pays               | Lieu                         |
| 27 janvier 1998   | Rio de Janeiro      | Brésil             | Nelson Piquet Autodrome      |
| 30 janvier 1998   | São Paulo           | Brésil             | Morumbi                      |
| 31 janvier 1998   | São Paulo           | Brésil             | Morumbi                      |
| 5 février 1998    | Buenos Aires        | Argentine          | Stade Monumental             |
| 6 février 1998    | Buenos Aires        | Argentine          | Stade Monumental             |
| 7 février 1998    | Buenos Aires        | Argentine          | Stade Monumental             |
| 11 février 1998   | Santiago            | Chili              | Estadio Nacional             |
| 17 février 1998   | Perth               | Australie          | Burswood Dome                |
| 21 février 1998   | Melbourne           | Australie          | Waverley Park                |
| 25 février 1998   | Brisbane            | Australie          | ANZ Stadium                  |
| 27 février 1998   | Sydney              | Australie          | Sydney Football Stadium      |
| 5 mars 1998       | Tokyo               | Japon              | Tokyo Dome                   |
| 11 mars 1998      | Osaka               | Japon              | Osaka Dome                   |
| 16 mars 1998      | Le Cap              | Afrique du Sud     | Greenpoint Stadium           |
| 21 mars 1998      | Johannesburg        | Afrique du Sud     | Johannesburg Stadium         |

## VHS et DVD:PopMart: Live from Mexico
Publié en VHS le 22 novembre 1998 et réédité en DVD en septembre 2007, c'est l'enregistrement d'un concert de deux heures et 25 titres donné à Mexico le 3 décembre 1997 au Foro Sol. La set-list fait la part belle aux classiques un peu relookés, mais propose également quelques chansons de Pop.
1. Intro (Pop Muzik)
2. Mofo
3. I Will Follow
4. Gone
5. Even Better Than the Real Thing
6. Last Night On Earth
7. Until the End of the World
8. New Year's Day
9. Pride (In the Name of Love)
10. I Still Haven't Found What I'm Looking For
11. All I Want Is You
12. Desire
13. Staring at the Sun
14. Sunday Bloody Sunday
15. Bullet the Blue Sky
16. Please
17. Where the Streets Have No Name
18. Lemon (taped mix)
19. Discothèque
20. If You Wear That Velvet Dress
21. With or Without You
22. Hold Me, Thrill Me, Kiss Me, Kill Me
23. Mysterious Ways
24. One
25. Wake Up Dead Man

## Hasta la Vista Baby! U2 Live from Mexico City
L'album Hasta la Vista Baby! U2 Live from Mexico City est publié en 2000 et est réservé aux membres du fan club. Il comprend 14 titres enregistrés lors du même concert de Mexico.